# آثور
كلمة آثور (أو أَشُّور) لها أكثر من دلالة بحسب السياق:
1. تاريخيًا وحضاريًا:
  - آثور هي التسمية القديمة لإحدى أقدم الممالك في بلاد الرافدين، وهي مملكة آشور التي نشأت شمال العراق (حوض دجلة الأعلى، حول مدينة آشور التاريخية قرب الموصل).
  - الشعب الآشوري (أو الآثوري) هو من الشعوب السامية القديمة التي أسست حضارة عظيمة اشتهرت بالقوة العسكرية والفنون والعمارة.
2. جغرافيًا:
  - آثور كانت تشير إلى المنطقة الواقعة شمال بلاد بابل، وتشمل مدنًا مثل نينوى، آشور، كالح (نمرود)، وخرسباد.
3. في الاستعمال الكنسي والحديث:
  - كلمة “آثوري” تُستخدم للإشارة إلى المسيحيين الآشوريين الذين ما زالوا يحملون هذا الاسم القومي والديني حتى اليوم.

إذن:
آثور = آشور، وهي تعني المملكة والشعب الذي عاش في شمال العراق القديم، وما زال الاسم حيًا بين أحفادهم.
تحب أشرح لك أصل الكلمة من الناحية اللغوية (مثلاً من الأكدية أو السريانية)